# Sofija Andreevna Ivanova Borejša
Sofija Andreevna Ivanova Borejša, in russo София Андреевна Иванова Борейша? (Chan-Kendy Šušenskij, 1856 – Mosca, 27 giugno 1927), è stata una rivoluzionaria russa.
Fu membro del Comitato esecutivo di Narodnaja volja.

## Biografia

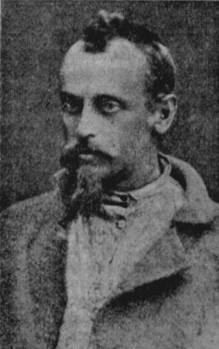
Anton Borejša

Nata nella famiglia numerosa di Andrej Ivanov, un maggiore dell'esercito, studiò privatamente. Dopo essersi stabilita nel 1872 a Mosca lavorando come sarta, nel 1874 entrò a far parte del circolo populista creato da Ippolit Myškin, che stampava opuscoli e libri illegali, inviati poi a Saratov da dove venivano distribuiti dal gruppo di Sergej Kovalik e Porfirij Vojnaral'skij nelle città di Samara, di Penza e di Tambov. In luglio il circolo di Vojnaral'skij fu scoperto dalla polizia che risalì a quello di Myškin e anche Sofija Ivanova venne arrestata.
Rilasciata su cauzione dopo sette mesi di detenzione, lavorò in una tipografia legale, mentre suo fratello Lev veniva arrestato e trasferito a San Pietroburgo. Per stargli vicino, Sofija si stabilì nella capitale e s'impiegò in una tipografia. La partecipazione alla manifestazione di Zemlja i Volja, il 18 dicembre 1876, le costò l'arresto e una condanna alla deportazione. Trattenuta ancora nella Casa di detenzione preventiva di Pietroburgo perché imputata anche per propaganda illegale, fu condannata il 4 febbraio 1878 nel successivo processo dei 193 e inviata a Kem', nella provincia di Arcangelo, da dove fuggì nel marzo 1879 e ritornò clandestinamente a Pietroburgo.
Si stabilì con Aleksandr Kvjatkovskij e Vera Figner in un appartamento del sobborgo pietroburghese di Lesnoj che fu il ricovero di molti zemlevol'cy. Con la scissione dell'organizzazione, aderì a Narodnaja volja e fu eletta al suo Comitato esecutivo. Fu affidata a lei, a Nikolaj Buch, a Marija Grjaznova, ad Abram Lubkin e a Lejzer Cukerman la tipografia del partito, installata in un appartamento di un quartiere centrale della capitale.
La tipografia fu scoperta in una perquisizione avvenuta il 30 gennaio 1880. Sofija Ivanova non aprì alla polizia e cominciò a distruggere tutte le carte compromettenti. Vennero rotti tutti vetri delle finestre in modo da avvisare i compagni che dovevano venire nella casa che l'appartamento era stato scoperto, e grazie a questo avvertimento Aleksandr Michajlov scampò all'arresto. Dopo una sparatoria, la polizia penetrò nell'appartamento. Lubkin preferì il suicidio alla cattura, gli altri furono arrestati. Giudicata nel processo dei 16, l'11 novembre Sofija Ivanova fu condannata a quattro anni di lavori forzati.
A causa delle sue precarie condizioni di salute, rimase in carcere a Pietroburgo e poi fu trasferita nella prigione di Butyrka, a Mosca. Solo nell'aprile del 1883 fu inviata nel campo di Kara, poi, due anni dopo, fu relegata a Kirensk, nella provincia di Irkutsk, dove nel 1888 sposò il compagno di esilio Anton Borejša. Scontata la pena, nel 1900 tornò nella Russia europea e visse a Černigov, a Kursk e, dal 1902 al 1914 a Nižnij Novgorod, dove insegnò in una scuola elementare e si occupò dell'assistenza ai detenuti politici.
Stabilitasi a Mosca nel 1914, vi morì il 27 giugno 1927 e fu sepolta nel cimitero di Novodevičij.